# Odoreu
Odoreu es una comuna ubicada en el distrito de Satu Mare, Rumania.

## Superficie
Posee una superficie de 47,17 kilómetros cuadrados.

## Demografía
Hasta 2021 la población era de 5569 habitantes, con una densidad de población de 118,1 habitantes por kilómetro cuadrado.